# Le Comédien désincarné
Le Comédien désincarné est un recueil de textes théoriques de Louis Jouvet écrits entre 1939 et 1950 sur l'art du comédien et publié à titre posthume en 2009.

## Chapitrage
- Vocation
- Comportement de l'Acteur
- Divagations du comédien ; Le personnage de théâtre
- Texte et jeu
- Intuition
- Les actes du théâtre

## Édition
- Louis Jouvet, Le Comédien désincarné, Paris, Flammarion, 2002 (ISBN 978-2-08-121997-7, lire en ligne)